# Buthiscus bicalcaratus
Espèce
Synonymes
- Buthacus ducrosi Pallary, 1937
- Trichobuthus guebleri Vachon, 1941

Buthiscus bicalcaratus est une espèce de scorpions de la famille des Buthidae.

## Distribution
Cette espèce se rencontre en Tunisie, en Algérie et en Libye.

## Description
Le mâle syntype mesure 35 mm et la femelle syntype 52 mm.

## Systématique et taxinomie
Cette espèce a été décrite par Birula en 1905.
Trichobuthus guebleri a été placée en synonymie par Vachon en 1943.
Buthacus ducrosi a été placée en synonymie par Foley en 1945.

## Publication originale
- Birula, 1905 : « Skorpiologische Beiträge. 4. Buthiscus g. n., 5. Buthiscus bicalcaratus. » Zoologischer Anzeiger, vol. 29, no 19, p. 621–624 (texte original).